# 蓝氏骨螺
蓝氏骨螺（学名：Scabrotrophon lani），是新腹足目骨螺科Scabrotrophon属的一种。主要分布于台湾，常栖息在350米深海域。